# Грицеволя (заповідне урочище)
Грицево́ля — заповідне урочище місцевого значення в Україні. Розташоване в межах Лопатинської селищної громади Шептицького району Львівської області, на південь від села Грицеволя.
Площа 33 га. Статус присвоєно згідно з рішенням Львівської облради від 9.10.1984 року № 495. Перебуває у віданні ДП «Радехівський лісгосп» (Лопатинське лісництво, кв. 66).
Статус присвоєно з метою збереження частини лісового масиву, розташованого в долині річки Стир. Зростають високопродуктивні насадження сосни звичайної.